# Athripsodes moselyi
Athripsodes moselyi är en nattsländeart som beskrevs av Douglas E. Kimmins 1956. Athripsodes moselyi ingår i släktet Athripsodes och familjen långhornssländor. Inga underarter finns listade i Catalogue of Life.